# Melodi Grand Prix Junior 2010
Il Melodi Grand Prix Junior 2010 è stata la nona edizione del concorso canoro riservato ai bambini e ragazzi dai 9 ai 15 anni. Come per l'anno precedente, NRK non pubblica i voti sulla finale e ne viene annunciato solo il vincitore.

## Risultati
| N° | Artista       | Brano                         | Risultato |
| -- | ------------- | ----------------------------- | --------- |
| 1  | Alexandra     | «Det vi vil»                  | Finalista |
| 2  | Murphys Law   | «Åbbår»                       | Finalista |
| 3  | Julie         | «Berømt»                      | Finalista |
| 4  | Sara          | «Utfordring»                  | Eliminato |
| 5  | Emilie        | «Hvorfor skal det være sånn?» | Eliminato |
| 6  | Arbaz         | «Dans jente, dans»            | Eliminato |
| 7  | Maria         | «På grunn av deg»             | Eliminato |
| 8  | Basic Warning | «Kom til oss»                 | Eliminato |
| 9  | Torstein      | «Svikter aldri igjen»         | Finalista |
| 10 | Johanna       | «Følg din drøm»               | Eliminato |

### Finale
| N° | Artista     | Brano                  | Posizione |
| -- | ----------- | ---------------------- | --------- |
| 1  | Alexandra   | «Det vi vil»           | –         |
| 2  | Murphys Law | «Åbbår»                | –         |
| 3  | Julie       | «Berømt»               | –         |
| 9  | Torstein    | «Svikter aldri igjen»' | 1         |